# Ctenitis bulusanica
Ctenitis bulusanica är en träjonväxtart som beskrevs av Holtt. Ctenitis bulusanica ingår i släktet Ctenitis och familjen Dryopteridaceae. Inga underarter finns listade.